# Bourouwal-Tappé
Bourouwal-Tappé är en subprefektur i Guinea.   Den ligger i prefekturen Pita och regionen Mamou Region, i den västra delen av landet, 210 km nordost om huvudstaden Conakry.